# 海軍軍醫學校 (日本海軍)
海军军医学校（日语：／ Kaigun Gun'i Gakkō ?）是旧日本海軍内培养海军医护官兵的一所学校。军医学校的职能主要包括：教育和培养海军军医科、药剂科以及牙科军官；培养和训练海军卫生兵曹长、上等卫生兵曹以及看护科特务军官。

## 历史
明治初年，刚开国的日本医学人才极为匮乏，因此1872年（明治5年），日本海军通过英国驻日公使馆聘请了一名英国的海军军医军官作为教官。1873年（明治6年），时任海军卿川村純義深感需要为日本海军培养充足的军医人才，遂开始筹备建立自己的军医院校。同年5月29日，日本驻英公使寺岛宗则聘请了英国外科大学博士威廉·安德森（William Anderson）为东京医学校兼医院内外教师，同年8月9日，日军在海军医院下增设海军医院学舍，挑选学生培养成为军医。此举成为海军军医学校的滥觞。同年12月9日，位于高轮西台町的旧细川家府邸处的新馆舍建成，海军医院和学舍也一同搬迁入内。
1874年（明治7年）8月14日，海军医院学舍改称军医寮学舍，归军医寮管辖。1876年（明治9年）8月31日，因为机构改革，裁撤军医寮，军医寮学舍随之改成军医学舍，归入海军本医院。1877年（明治十年）1月26日，改为归新成立的海军省医务局管辖。1880年（明治13年）2月7日，随着最后一批学生毕业，军医寮学舍闭校。
1882年（明治15年）5月15日，鉴于海军缺乏军医院校，海军补充医务人员比较困难，时任医务局长户塚文海再次请求恢复军医教育。同年8月28日，海军医务局学舍成立，校址位于芝山内一寺坊。1884年（明治17年）12月15日，改称海军军医学舍，转为隶属于海军军医本部。1886年（明治19年）4月22日，军医学舍废校，同时开始着手建立直属海军大臣的新学校。同年8月4日，海军医学校成立。同年12月28日，校址转到芝山内御成门内。1889年（明治22年）4月22日，改为海军军医学校，隶属海军中央卫生会议。1891年（明治24年）校址迁往芝公園一带。1894年（明治27年）废校，学生全部转入海軍大學校。
因为医学的特殊性，军医学校并入海军大学校后，难以对医科生的学习课目和进度进行管理，因此1897年（明治30年）5月时任医务局长向西乡进行争取，希望重开军医学校。同年11月4日，海军大学校的医科部分剥离，再次设立新校。1898年（明治31年）4月1日，军医学校第二次成立，不过因为原校址已经由水路部占用，所以一段时间内军医学校还要继续借用海军大学校的校舍和设施。1900年（明治33年）5月24日，学校不再直属于海军大臣，而是改为隶属于海军省医务局。1904年（明治37年）1月18日，为应对日俄两国之间的紧张局势，各教职员纷纷调动至别处，学校一度停止授课，直到1905年（明治38年）10月重新和平为止，学校才陆续恢复运作。
1907年（明治40年），日本修订了海军高等武官条例，在除官立、公立医学院校外，也允许从部分已经由文部大臣批准的私立医学院校里挑选毕业生，经考试合格即可录用为少军医。同日的条例中也加入了海军药剂师的职务。同年8月1日，东京施疗医院在东京筑地四丁目动工，待其完工启用后，学校将会利用该医院，为学生提供诊疗实习的机会。1908年（明治41年）3月4日，筑地新校舍落成。1911年（明治44年）3月，在学校隔壁的东京施疗医院落成，学校师生开始面向社会提供诊疗服务。1922年（大正11年）10月21日，为了接收选科生入学，同时为了更好地为普通民众提供诊治服务，学校从旁边的海軍經理學校处接收了若干旧校舍，改造成为病房。1923年9月1日的关东大地震对学校造成了严重的破坏，军医学校、东京施疗医院以及正在改造的病房全部在大火中焚毁。当月4日，学校在海军省内开辟了临时事务所，救治地震受灾群众。同年10月1日，借用芝區白金台町北里研究所的别馆，重新恢复教学。1924年（大正13年）临时校址落成并搬迁，同年开设海军军医学校诊疗部，为海军军属及家人提供治疗服务。
1936年，改革了培训制度，对正式的尉官要求参加航海训练，而对两年制短期军官则要求到海军炮术学校进行兵学实习。1942年，增设牙医科目。1943年，为了应对军人数量的激增，在戶塚的海军医院设立分校。1944年，戶塚分校改成戶塚衛生学校，同时在賀茂海军医院增设賀茂衛生学校。1945年11月1日，随着战争结束而闭校。

## 课程

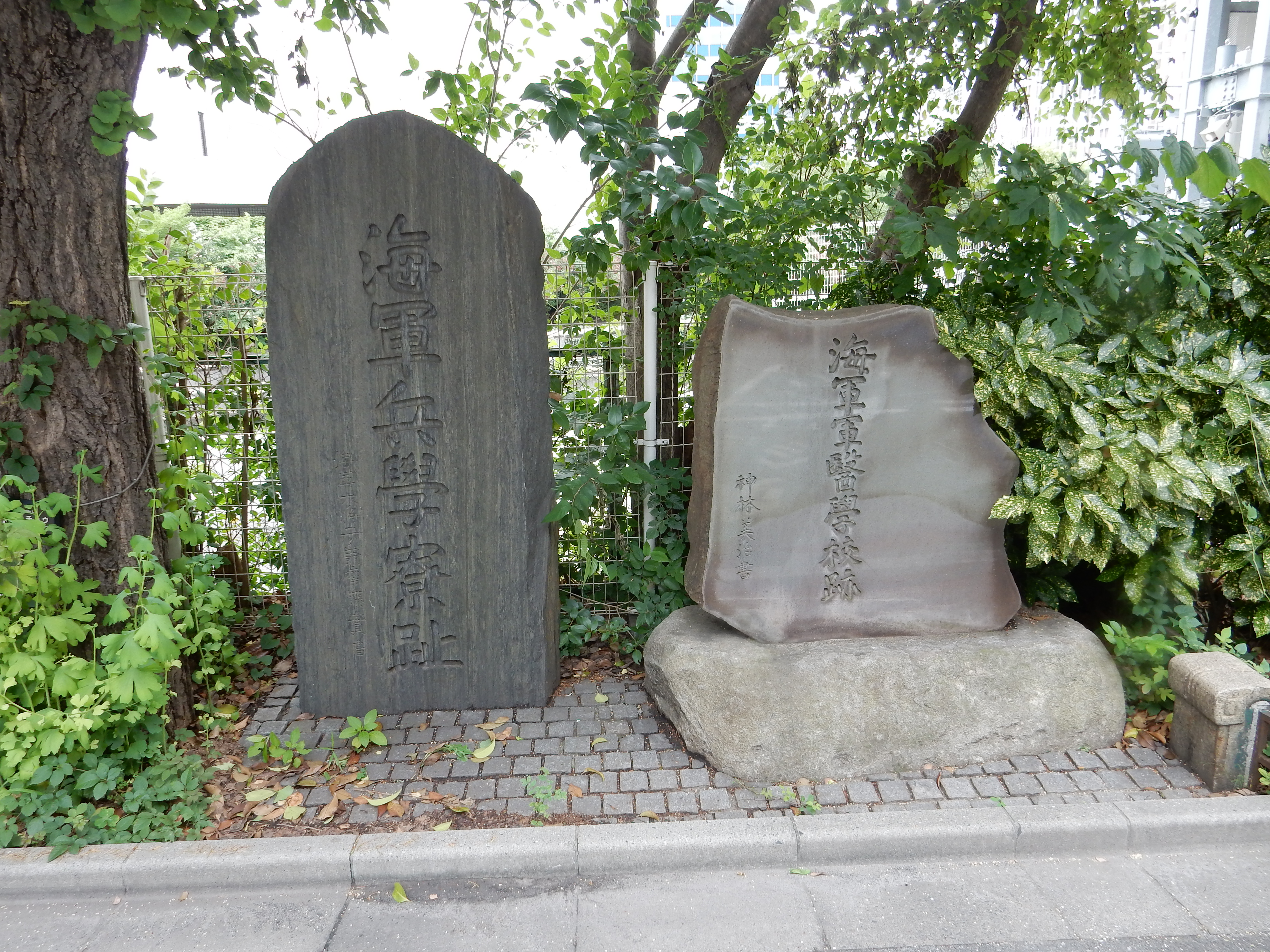
海军兵学寮（左）及海军军医学校（右）的石碑。现立于國立癌研究中心筑地园区内

按照1944年的宣传册子记载，军医学校的学习者大致分为五类：
- 普通科：海军的军医科、药剂科及牙科尉官入学时选择此科目。学习时间六个月；
- 高等科：海军军医大尉经挑选入读。学习时间两年（不过经常会有六个月的情况）；
- 选科：海军军医科及药剂科军官中挑选实务优秀者进行研读进修。学习时间一至两年；
- 选修科：海军的军医科、药剂科及牙科的校官及尉官，以及某些特别需要的人员进修。学习时间约一年；
- 特修科：海军卫生兵曹长，以及暂停过实务较长时间的上等卫生兵曹，还有社会上有志于参加海军卫生工作者的培训。培训时间一年以内。[1]

1939年（昭和14年）颁布的规定中，高等科学生的学习科目包括：
- 本科：
  - 战时卫生要务：战时卫生史；舰船战时治疗所、医院船设施、陆战治疗所及其他设施；战时医疗用品的使用；海陆战卫生作业的演习；
  - 海军战伤学：海陆战造成的创伤；海军平时多发创伤；
  - 特殊兵器伤病学：化学武器等特殊武器造成的创伤；
  - 海军防疫学：平时及战时的防疫学，必要的微生物学及血清学；
  - 海军疾病学：平时及战时，海军多发及特发的疾病；
  - 海军卫生学：居住、被服、粮食等方面，增进士兵体力等的卫生学；
  - 海军特殊卫生学：航空、潜艇及潜水相关；
  - 海军卫生化学：居住、被服、粮食等相关的卫生化学，毒气及有毒物质的检测；
  - 海军地方病学：日本及国外各港湾的地方病学；
  - 军阵病理学：战伤及特殊环境（航空、潜水等）下的病理及解剖；
  - 临床诊断学；
  - 临床医学实习。
- 补科：由校长酌情选择。
  - 临床医学实习；
  - 法医学；
  - 兵学：战略战术的纲要；
  - 实验心理学；
  - 医疗法制；
  - 外语：英语、德语、法语；
  - 武术：剑道、柔术、游泳；
  - 体操及身体技能。

普通科学生的学习项目包括：
- 军医科：
  - 本科：
    - 战时卫生要务、海军战伤学、特殊兵器伤病学、海军防疫学、海军疾病学、海军卫生学、海军特殊卫生学、海军卫生化学、海军地方病学：高等科相关科目的精简版；
    - 海军选兵医学：征兵理论、身体检查法、诈病检查法；
    - 海军卫生勤务法；
    - 临床诊断学：高等科科目的纲要；
    - 临床医学实习；
    - 造船机关学：海军卫生所必需的舰船及航空器的构造纲要。

  - 补科：
    - 临床医学实习；
    - 外语、武术、体操及身体技能。
- 药剂科：
  - 本科：
    - 战时卫生要务：高等科药剂师军官相关科目的纲要；
    - 海军卫生化学：高等科相关科目的纲要；
    - 化学兵器学：化学武器的纲要，毒气检测，消毒法；
    - 海军卫生勤务法；
    - 海军药剂学：海军特殊的药剂及试药的检查及运用；
    - 海军医用器械学；
    - 海军疗用品学；
    - 毒物检索法：主要有毒物质及其代谢物的理化学检查；
    - 海军卫生学：军医科相关科目中药剂师须知部分纲要；
    - 会计学；
    - 造船机关学：同军医科。

  - 补科：
    - 特殊兵器伤病学：军医科普通学生科目的纲要；
    - 外语、武术、体操及身体技能。

## 历任校长
軍医学校（第一次）
- 实吉安纯 軍医大监：1889年4月22日 -
- 加賀美光賢 軍医大监：1892年8月6日 -
- 鈴木孝之助 軍医大监：1893年5月20日 - 1894年3月31日

軍医学校（第二次）
- 户塚環海 軍医大监：1898年4月1日 -
- （兼）豊住秀堅 軍医大监：1899年3月22日 - 4月24日
- 豊住秀堅 軍医大监：1899年4月24日 - 1900年1月4日
- （兼）木村壮介 軍医大监：1900年1月4日 - 3月2日
- 吉田貞準 軍医大监：1900年3月2日 -
- 木村壮介 軍医大监：1900年5月20日 - 1901年4月15日
- 户塚環海 軍医大监：1901年4月15日 -
- 鶴田鹿吉 軍医大监：1902年5月27日 - 8月9日
- 木村壮介 軍医大监：1902年8月9日 - 1905年12月12日
- （兼）木村壮介 軍医总监：1905年12月12日 - 1906年1月4日
- 本多忠夫 軍医大监：1906年1月4日 - 1915年12月13日
- 矢部辰三郎 軍医总监：1915年12月13日 - 1917年12月1日
- 鈴木裕三 軍医总监：1917年12月1日 -
- 西勇雄 軍医少将：1919年12月1日 -
- 雨宮量七郎 軍医少将：1924年12月1日 - 1925年12月1日
- 小川龍 軍医少将：1925年12月1日 - 1929年11月30日
- 国府田中 軍医少将：1929年11月30日 -
- 高杉新一郎 軍医少将：1932年2月25日 -
- 向山美弘 軍医少将：1934年11月15日 -
- 田中朝三 軍医中将：1937年12月1日 -
- 田中肥後太郎 軍医中将：1939年11月15日 -
- 保利信明 軍医中将：1941年10月15日 -
- 神林美治 軍医少将：1943年10月25日 - 1945年11月1日閉校

## 关联项目
- 陸軍軍醫學校